# Riscle
Riscle este o comună în departamentul Gers din sudul Franței. În 2009 avea o populație de 1.718 de locuitori.

## Evoluția populației
| An        | 1975  | 1982  | 1990  | 1999  | 2006  | 2009  |
| --------- | ----- | ----- | ----- | ----- | ----- | ----- |
| Populație | 1.841 | 1.867 | 1.778 | 1.675 | 1.700 | 1.718 |